# Superabsorbenty

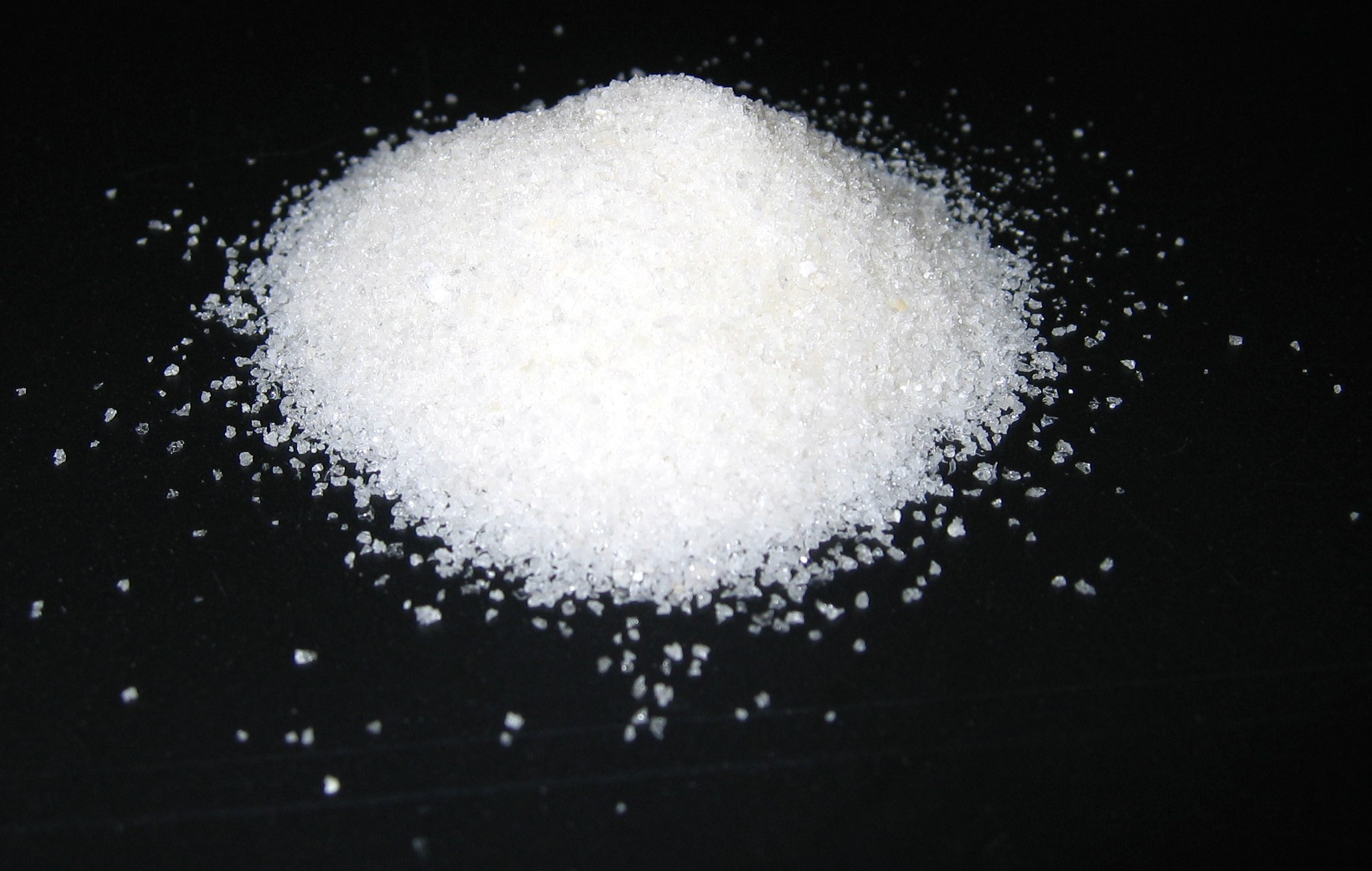
Superabsorbentní prášek

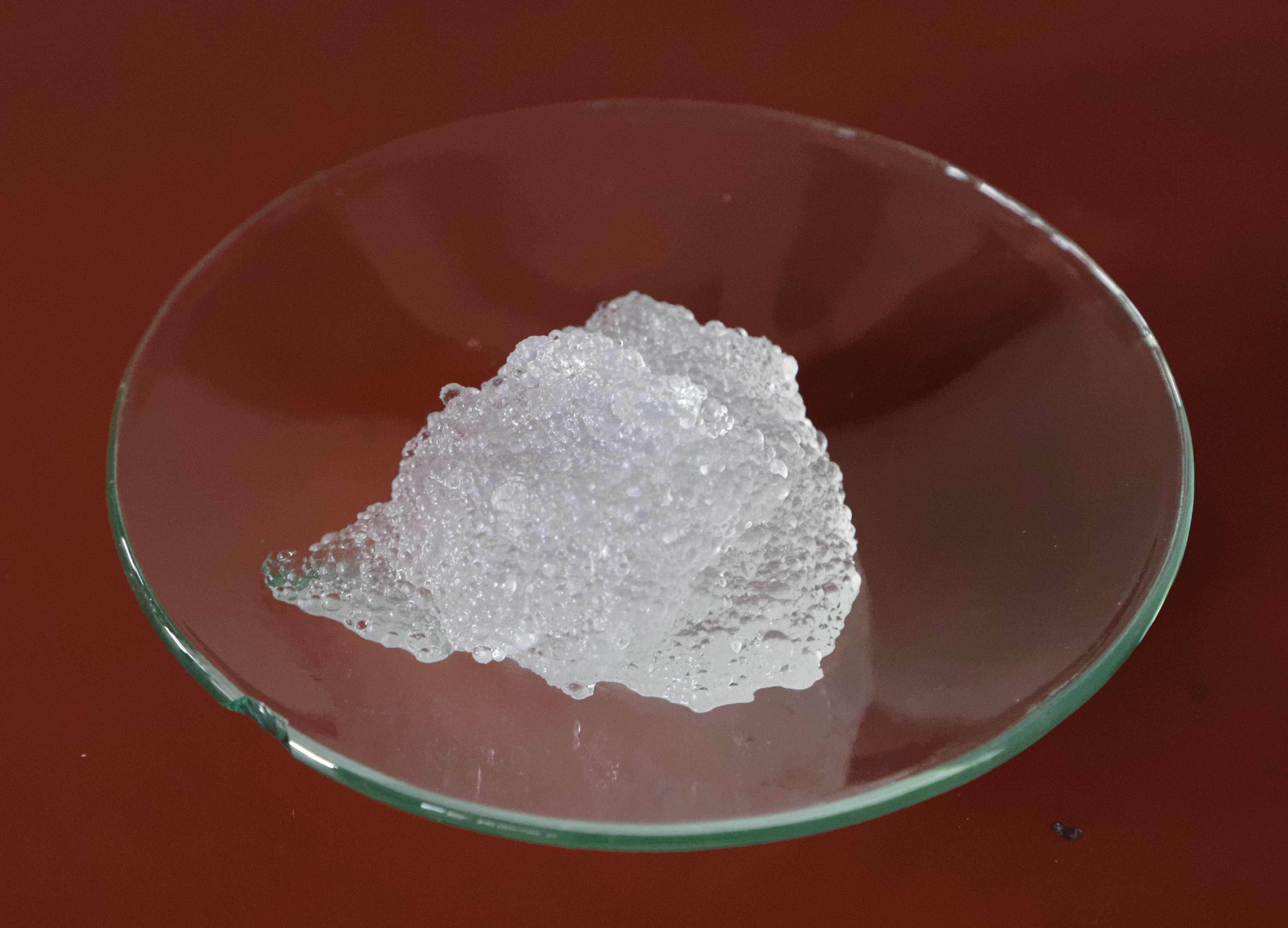
Superabsorbent nasáklý vodou

Superabsorbenty jsou výrobky z polymerů (SAP) se schopností absorbovat kapaliny v množstvích daleko přesahujících vlastní hmotnost. Jednou z aplikací jsou např. takzvaná superabsorbentní vlákna.

## Z historie absorbentních vláken
V 70. letech 20. století se začaly pokusy se zvýšením absorpčních schopností celulózy s pomocí chemického sítění (cross-link). První úspěšné pokusy se sítěním polyakrylátů s mnohem vyšší absorpcí než celulóza se uskutečnily v Japonsku začátkem 80. let. Asi o 10 let později se vyráběla na podobném principu vlákna s absorpcí 40násobku vlastní hmotnosti technologií suchého zvlákňování. Superabsorbentní vlákna se uplatnila především oblasti medicínských potřeb. V roce 2016 dosáhla celosvětová výroba 2,8 milionů tun.

## Způsob výroby a použití

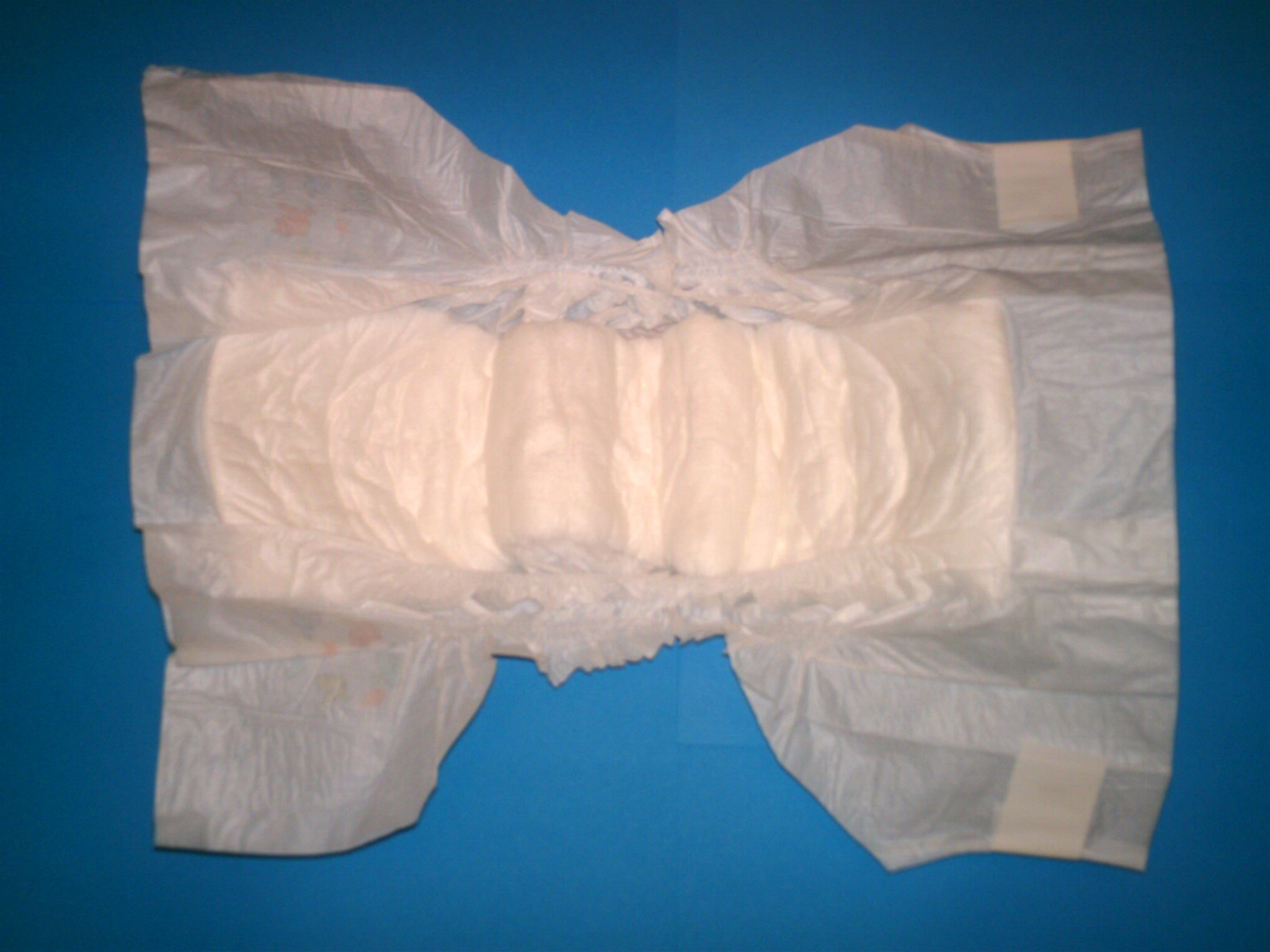
Jednorázová plena s podílem SAP

Jako surovina se pro průmyslovou výrobu vláken používají zpravidla polyakryláty, jejichž molekuly se spojují s molekulami jiných sloučenin působením cross-linkers do prostorových sítí. Z granulátu se tvoří gel s trvalou konzistencí, který může pod tlakem pohltit kapaliny až do 200násobku své váhy.
Technologií suchého zvlákňování se vyrábí např. filamenty s jemností 10 dtex, které se stříhají
- na délku 52 mm pro směsování s jinými syntetickými vlákny k možné výrobě staplové příze všemi známými systémy předení.
- na délku 6 mm pro směsování s celulózou (nejčastěji s podílem 20 % SAP) s použitím na výrobu netkaných textilií technologií airlaid.[5]

Tímto způsobem se zpracovává naprostá většina superabsorbentních vláken. Z celkového množství bylo ve 2. dekádě 21. století použito asi 74 % na dětské pleny, 8 % na pleny pro inkontinentní pacienty a zbytek na různé medicinské účely. Absorbenty se využívají také v průmyslu, kde zabezpečují pracoviště proti úniku různých nežádoucích kapalin.